# Emergency Management Institute

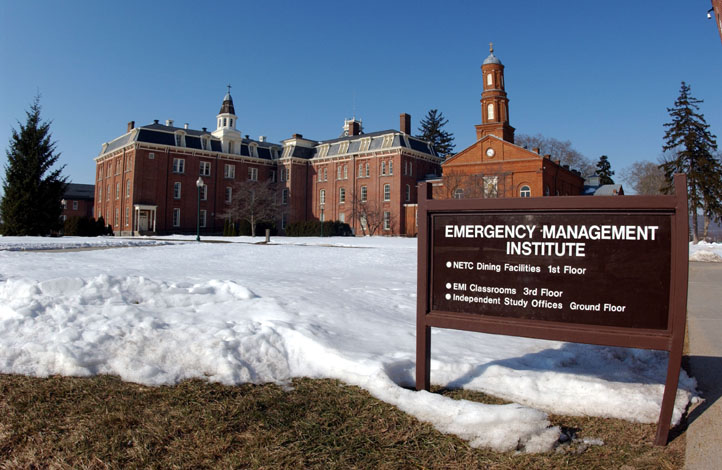
National Emergency Institute, Training Center in Emmitsburg (2003)

Das Emergency Management Institute (EMI) der Federal Emergency Management Agency (FEMA) der Vereinigten Staaten dient als nationale Anlaufstelle für die Entwicklung und Durchführung von Notfallmanagement-Schulungen, um die Fähigkeiten von Regierungsbeamten auf staatlicher, territorialer, lokaler und Stammesregierung zu verbessern. Freiwilligenorganisationen; Die Katastrophenarbeiter der FEMA; andere Bundesbehörden; und den öffentlichen und privaten Sektor, um die Auswirkungen von Katastrophen und Notfällen auf die amerikanische Öffentlichkeit zu minimieren. Die EMI-Lehrpläne sind so strukturiert, dass sie den Bedürfnissen eines vielfältigen Publikums gerecht werden, wobei der Schwerpunkt auf getrennten Organisationen liegt, die in Notfällen mit allen zusammenarbeiten, um Leben zu retten und Eigentum zu schützen. Besonderes Augenmerk wird auf die Regelung von Doktrinen wie dem National Response Framework (NRF), dem National Incident Management System (NIMS) und den National Preparedness Guidelines gelegt. EMI ist vollständig von der International Association for Continuing Education and Training (IACET) und dem American Council on Education (ACE) akkreditiert. Der Unterricht basiert auf den Grundsätzen des Notfallmanagements und des Entwurfs von Lehrsystemen, die einen Rahmen innerhalb ganzer Gemeinden schaffen, um die Anfälligkeit für Gefahren zu verringern und Katastrophen zu bewältigen.